# Попрядухин, Александр Иванович
Алекса́ндр Ива́нович Попряду́хин (1 ноября 1938 — 21 января 2013) — сотрудник Министерства внутренних дел СССР. Герой Советского Союза (1973). Заслуженный работник МВД СССР (1987). Полковник милиции.

## Биография
Александр Иванович Попрядухин родился 1 ноября 1938 года в посёлке Сивск Навлинского района Орловской области (ныне территория Алешенского сельского поселения Навлинского района Брянской области) в крестьянской семье. Русский. Окончил Сивскую начальную школу, затем семилетку в посёлке Глубокие Лужи. Десятилетнее образование завершил в Навлинской средней школе № 1. С 1955 года работал механизатором в колхозе имени Г. Димитрова, затем уехал в Нижний Тагил, где работал на стройках города. В 1957—1960 годах проходил срочную службу в пограничных войсках КГБ СССР на советско-турецкой границе в 125-м погранотряде (Арташат, Армянская ССР). После демобилизации уехал в Москву. В феврале 1961 года был принят на работу в органы внутренних дел.
Карьеру в милиции А. И. Попрядухин начал милиционером патрульно-постовой службы в 4-м отделении милиции города Москвы. Затем служил участковым уполномоченным милиции и инспектором ГАИ в 19-м и 36-м отделах регулирования уличного движения ГАИ ГУВД г. Москвы. С 1972 года занимал должность старшего инспектора-дежурного 127-го отделения милиции.
Осенью 1973 года в Москве планировалось проведение Всемирного конгресса миролюбивых сил, на котором должна была присутствовать представительная делегация Болгарской коммунистической партии во главе с первым секретарём ЦК КПБ Тодором Живковым. В связи с предстоящим событием в МВД был разработан план «Гром», регламентировавший действия сотрудников силовых ведомств в случае захвата иностранного посольства, правительственного здания или гражданского авиалайнера. Была сформирована оперативная группа захвата, в которую вошли опытные и хорошо подготовленные сотрудники милиции. В их число был включён и старший лейтенант А. И. Попрядухин — мастер спорта СССР по самбо, 11-кратный чемпион МВД. План «Гром» был ещё сырой и не был согласован с КГБ. Тем не менее, с конца октября 1973 года сотрудники группы захвата несли круглосуточное дежурство в здании ГУВД на Петровке.
2 ноября 1973 года группа была поднята по тревоге. По дороге в аэропорт «Внуково» им сообщили, что группой преступников захвачен пассажирский самолёт Як-40 Гражданского воздушного флота СССР.

### Захват самолёта «Як-40»
Захват гражданского самолёта Як-40 2 ноября 1973 года был осуществлён четырьмя студентами автомобильного техникума, мечтавшими о красивой жизни в США. Старшему из преступников — главарю банды, ранее судимому Виктору Романову — на момент захвата воздушного судна было 20 лет, самому младшему — Андрею Никифорову — только 16. Двум другим сообщникам, Владимиру Жалнину и Петру Бондареву, ещё не исполнилось 18. 1 ноября преступники приобрели билеты на самолёт, вылетавший в 10:40 следующего дня из московского аэропорта Быково в Брянск. Вооружившись обрезом, двумя охотничьими ружьями и ножами, злоумышленники беспрепятственно прошли на борт самолёта. Вскоре после взлёта Жалнин попытался проникнуть в кабину пилота, выстрелив из ружья в закрытую дверь. На шум выскочил бортмеханик Анатолий Никитин и попытался обезоружить бандита, но был тяжело ранен выстрелом в живот. Ещё один пассажир, пытавшийся помочь бортмеханику, получил ножевое ранение. Угрожая расстрелом пассажиров, Романов через командира самолёта И. А. Кашина потребовал 2,5 млн. долларов США (позднее сумма возросла до 5 млн.), дозаправки в Брянске и беспрепятственного вылета самолёта в одну из скандинавских стран. Но Кашин получил инструкцию возвращаться в Москву. Понимая, что требуемая сумма вряд ли будет собрана в Брянске, преступники были вынуждены согласиться. В Москве стоял густой туман, и все аэропорты были закрыты. Но всё же И. А. Кашин сумел благополучно посадить Як-40 во Внукове.

### Штурм самолёта
Пока группа захвата готовилась к штурму, руководство МВД начало переговоры с угонщиками, в результате которых террористы освободили раненых бортмеханика и пассажира в обмен на дозаправку топливом. Под этим предлогом топливозаправщик блокировал взлётную полосу. Тем временем группа захвата, совершив полуторакилометровый обходной манёвр, скрытно приблизилась к самолёту со стороны хвоста и заняла исходные позиции под фюзеляжем и крыльями Як-40. Это послужило сигналом для ещё одного сотрудника милиции, который в форме работника «Аэрофлота» из здания аэропорта направился к самолёту с чемоданом, в котором должны были лежать деньги для угонщиков.
Согласно плану, штурм должен был начаться в момент передачи денег террористам. Все отчётливо понимали, что милиционер, исполнявший роль курьера, оказавшись на линии огня, скорее всего, был обречён. Но что-то привлекло внимание террористов раньше времени: то ли они услышали какой-то шум снаружи, то ли заметили посыльного с деньгами. Служебный люк самолёта приоткрылся, и из него показался бандит с обрезом. Решение А. И. Попрядухину пришло в голову мгновенно. Выскочив из-под самолёта, он вызвал огонь преступников на себя. Несколько пуль попали точно в грудь, но бронежилет БЖ-72 спас милиционеру жизнь.
Группа захвата открыла ответный огонь, в результате которого один из угонщиков — А. Никифоров — был тяжело ранен и позднее скончался в больнице. В это время майор милиции Валентин Раков сумел заклинить люк багром. С третьей попытки группе захвата удалось забросить в салон химпакет со слезоточивым газом. Осознав бесполезность дальнейшего сопротивления и неотвратимость наказания, главарь банды Романов застрелился. Сразу вслед за этим его сообщники сдались. Штурм, по разным оценкам, длился от трёх с половиной до десяти минут.
Честно исполнившему свой долг старшему лейтенанту милиции Александру Ивановичу Попрядухину указом Президиума Верховного Совета СССР от 19 декабря 1973 года было присвоено звание Героя Советского Союза с вручением ордена Ленина и медали «Золотая Звезда».
Информация о попытке угона самолёта была сразу засекречена. Согласно официальной версии, опубликованной в «Комсомольской правде», А. И. Попрядухин отличился при задержании особо опасного преступника в Центральном парке культуры и отдыха имени М. Горького.

### Дальнейшая служба
В 1975 году А. И. Попрядухин окончил Государственный центральный ордена Ленина институт физической культуры (ГЦОЛИФК), в 1980 — Академию МВД СССР. Работал инспектором Управления кадров ГУВД Москвы, преподавателем, заместителем начальника и начальником кафедры боевой и физической подготовки Академии МВД СССР. С 1992 года полковник милиции А. И. Попрядухин — в отставке. В 1990-х годах работал в личной охране одного московского бизнесмена. Об этом периоде своей жизни он вспоминал не слишком охотно, в одном из своих интервью заявив:

Когда меня уволили, я и забыл, что герой. Звезду спрятал в сейф. Пошёл в личную охрану к одному богатенькому мальчику двадцати шести лет. Кофе ему в постель приносил. С нуля пришлось всё начинать— 
После выхода на пенсию А. И. Попрядухин жил в Москве. Являлся членом Попечительского совета Всероссийской федерации самбо. 21 января 2013 года Александр Иванович скончался. Похоронен на Троекуровском кладбище города Москвы.

## Награды и звания
- Медаль «Золотая Звезда» (19.12.1973);
- орден Ленина (19.12.1973);
- Юбилейная медаль «За доблестный труд (За воинскую доблесть). В ознаменование 100-летия со дня рождения Владимира Ильича Ленина»
- Юбилейная медаль «50 лет Вооружённых Сил СССР»
- Юбилейная медаль «50 лет советской милиции»
- Медаль «За безупречную службу» (II, III ст.)
- Заслуженный работник МВД СССР (1987).

## Память
- Бюст Героя Советского Союза А. И. Попрядухина установлен в Центральном музее МВД России в городе Москве.
- Мемориальная доска в честь Героя Советского Союза А. И. Попрядухина установлена в Московском кадетском корпусе[6].